# 的黎波里之圍 (1551年)
的黎波里之圍（1551年）中，鄂圖曼與巴巴里海盜圍攻的黎波里紅堡（今屬利比亞），並擊敗了駐守當地的馬耳他騎士團。西班牙於1510年在的黎波里建立了一個前哨，並在後來由查理五世在1530年將其移交給騎士團。該圍攻在期六天的轟炸中達到最高潮，並於8月15日使該城投降。
該戰役是以下兩事件的延續：先前鄂圖曼於7月對馬耳他的進攻，但最後被擊退了；及對戈佐岛的成功入侵，其中有五千名基督徒被俘虜，並被帶到的黎波里。

## 戰役細節

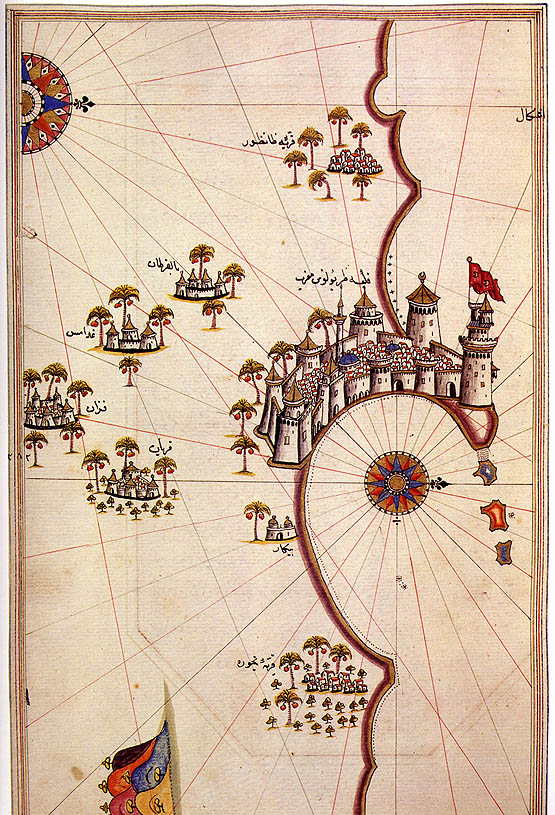
的黎波里歷史地圖（由皮瑞·雷斯所繪）

該城市由加斯帕·德瓦利埃指揮，並擁有30名騎士和630名義大利與西西里僱傭兵。而自1531年以來，鄂圖曼帝國在該城東部20公里處的 塔朱拉建立了一個基地（巴巴羅薩·海雷丁帕夏曾駐紮於此）。在那裏，鄂圖曼包圍了的黎波里堡壘，並建立了3個砲台，每個砲台有12門火砲。
法國駐鄂圖曼大使加布里埃爾·達拉蒙加入了的黎波里的鄂圖曼艦隊──該艦隊擁有兩艘槳帆船和一艘加利茲帆船。在馬爾他大宗師的要求下，大使此行的任務是勸阻鄂圖曼不要佔領這座城市，因為在法國-鄂圖曼帝國聯盟對抗哈布斯堡王朝的目標中，並未將馬爾他認定為敵人。據後來的報告指出，錫南帕夏和德拉古特拒絕撤軍的原因，是因為他們奉命將馬爾他騎士團趕出非洲大陸。達拉蒙曾為此揚言將到君士坦丁堡向蘇萊曼大帝申訴，於是他被禁止離開這座城市直至圍攻結束。
經過六天的轟炸後，這座城市在1551年8月15日被錫南帕夏佔領。許多是法國人的騎士在法國大使的干預下，得以乘船返回馬爾他，其餘僱傭兵盡皆被俘虜。（一些學者稱有200人獲釋）
於未來探索巴西的法國探險家尼古拉·迪朗·德維爾蓋尼翁曾參與該戰役，並在1553年寫出一本關於該戰役的記述。

## 後續
達拉蒙本人受到查理五世和儒略三世的廣泛批評，懷疑他曾鼓勵鄂圖曼帝國占領這座城市。後來達拉蒙疑似參加了鄂圖曼勝利宴會的事件，令他在圍攻中的作為進一步受到懷疑，並導致查理五世聲稱帶領法國參與了這場圍攻。但無論如何，達拉蒙與鄂圖曼帝國確實存有特殊關係，並清楚地意識到的黎波里的陷落對查理五世來說是一個重大挫折。
當城市指揮官加斯帕·德瓦利埃返回馬爾他後，便受到了大師胡安·德·霍姆德斯的嚴厲批評，後者打算將一切過失全部歸咎於他。他被帶到法庭面前，並被剝奪騎士團的道服和十字架。然而，尼古拉·迪朗·德維爾蓋尼翁卻堅定地為他辯護，並揭露了德·霍姆德斯的雙面人態度。
該圍攻也成了義大利全面戰爭在歐洲的第一步，法國的馬賽艦隊至此加入鄂圖曼艦隊。而後在1553年，德拉古特被蘇萊曼任命為的黎波里指揮官，使該城成為地中海海盜據點之重要中心，及鄂圖曼帝國的黎波里塔尼亞省之首府。之後的1558年，在來自的黎波里的一次著名襲擊中，德拉古特襲擊了雷焦，並將其所有居民作為奴隸帶到的黎波里。
在1560年，曾有一支強大的基督教艦隊試圖要奪回的黎波里，但在傑爾巴戰役中被擊退。

## 註腳
1. ↑  Garcés, María Antonia. . Vanderbilt University Press. 2002: 25. ISBN 978-0-8265-1470-7 （英语）.
2. ↑  Lapidus, Ira M. . Cambridge University Press. 2002-08-22: 255. ISBN 978-0-521-77933-3 （英语）.
3. 1 2 3 4 5 6  Braudel, Fernand. . University of California Press. 1995: 920  [2022-07-24]. ISBN 978-0-520-20330-3. （原始内容存档于2024-01-23） （英语）.
4. 1 2  Abun-Nasr, Jamil M.; al-Naṣr, Ǧamīl M. Abū; Abun-Nasr, Abun-Nasr, Jamil Mirʻi. . Cambridge University Press. 1987-08-20. ISBN 978-0-521-33767-0 （英语）.
5. 1 2 3 4 5  Setton, Kenneth M. . Philadelphia: The American Philosophical Society. 1984: 555. ISBN 0-87169-161-2 （英语）.
6. 1 2  Britain), Society for the Diffusion of Useful Knowledge (Great. . Longman, Brown, Green, and Longmans. 1843: 230 （英语）.
7. 1 2  Platts, John. . Sherwood, Jones & Company. 1826: 49 （英语）.
8. ↑  Eur. . Psychology Press. : 748. ISBN 978-1-85743-132-2 （英语）.
9. ↑  Shaw, Stanford J.; Shaw, Ezel Kural. . Cambridge University Press. 1976-10-29: 106  [2022-07-24]. ISBN 978-0-521-29163-7. （原始内容存档于2023-07-25） （英语）.
10. ↑  Marlowe, Christopher. . Manchester University Press. 1979: 6. ISBN 978-0-7190-1618-9 （英语）.
11. ↑  Sutherland, Alexander. . Carey & Hart. 1846: 108 （英语）.
12. ↑  Kerdu, Pierre Marie Louis de Boisgelin de. . 1804: 47 （英语）.
13. ↑  Turner, Sharon. . Longman, Orme, Brown, Green, and Longmans. 1839: 311 （英语）.
14. ↑  . CUP Archive. : 101 （英语）.

32°54′8″N 13°11′9″E / 32.90222°N 13.18583°E